# 팔룬시

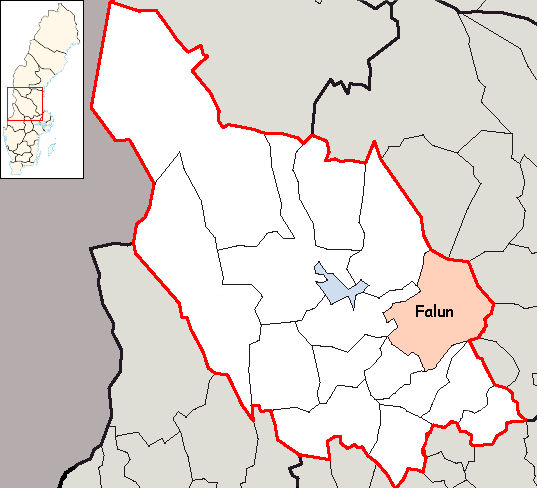
팔룬 시의 위치

팔룬시(스웨덴어: Falu kommun)는 스웨덴 달라르나주에 위치한 지방 자치체로 행정 중심지는 팔룬(달라르나 주의 주도)이며 면적은 2,275.17km2, 인구는 57,685명(2016년 12월 31일 기준), 인구 밀도는 25명/km2이다.

시 문장